# 1446 en musique classique
| \| • Retour à la chronologie générale de la musique classique • \| |
| Grèce • Rome • Haut Moyen Âge • VIIIe siècle • IXe siècle • Xe siècle • XIe siècle XIIe siècle • XIIIe siècle • XIVe siècle • XVe siècle • XVIe siècle • XVIIe siècle XVIIIe siècle • XIXe siècle • XXe siècle • XXIe siècle |
| • Retour à la chronologie générale de la musique classique • |

| Années en musique classique : 1443 - 1444 - 1445 - 1446 - 1447 - 1448 - 1449    |
| Décennies en musique classique : 1410 - 1420 - 1430 - 1440 - 1450 - 1460 - 1470 |

## Naissances
Vers 1446 :
- Alexander Agricola, compositeur franco-flamand († 1506).

## Décès
- 10 novembre : Leonardo Giustiniani, poète et compositeur italien (° 1388).